# Minuskel 7
Minuskel 7 (in der Nummerierung nach Gregory-Aland), ε 287 (Soden) ist eine griechische Minuskelhandschrift des Neuen Testaments auf 186 Pergamentblättern (20,6 × 16 cm). Mittels Paläographie wurde das Manuskript auf das 12. Jahrhundert datiert. Es wurde in einer Spalte je Seite mit je 29 Zeilen geschrieben.

## Beschreibung
Der Kodex enthält den vollständigen Text der vier Evangelien. Die Großbuchstaben sind farbig geschrieben, Initialen in roter Farbe. Er enthält den Eusebischen Kanon, Epistula ad Carpianum, Prolegomena, Martyrologium und Synaxarion.
Die Handschrift gehört zur Textfamilie 1424.

## Geschichte
Der Text wurde von Scholz untersucht. Der Kodex befindet sich zurzeit in der Bibliothèque nationale de France (Gr. 71) in Paris.